# Lijst van afleveringen van Drake & Josh
Dit is een lijst van afleveringen van de televisieserie Drake & Josh. De serie begon op 11 januari 2004. Er zijn in totaal 60 afleveringen geweest verspreid over vier seizoenen. Drake Bell, Josh Peck, and Miranda Cosgrove zijn de enige acteurs die alle afleveringen hebben meegespeeld. Aan het eind van elke aflevering kwamen tijdens de aftiteling van de eerdere afleveringen verwijderde scènes van elke desbetreffende aflevering. Nu worden echter alleen maar standaardaftitelingen vertoond, en geen scènes meer.

## Seizoenen overzicht
| Seizoen | Aflevering | Uitzenddatum      | Uitzenddatum      |
| Seizoen | Aflevering | Begin seizoen     | Einde seizoen     |
| ------- | ---------- | ----------------- | ----------------- |
| 1       | 6          | 11 januari 2004   | 22 februari 2004  |
| 2       | 14         | 14 maart 2004     | 28 november 2004  |
| 3       | 20         | 2 april 2005      | 8 april 2006      |
| 4       | 20         | 24 september 2006 | 16 september 2007 |
| Film    | 1 film     | 5 december 2008   | 5 december 2008   |

## Afleveringen

### Seizoen 1 (2004)
- Dit seizoen bestaat uit zes afleveringen.
- Dit seizoen werd opgenomen in augustus 2003.
- Drake Bell, Josh Peck, Miranda Cosgrove, Nancy Sullivan en Jonathan Goldstein zijn aanwezig in alle afleveringen.

| Serie | Seizoen | Titel                                          | Regie            | Script             | Datum            | Productiecode |
| --- | ------- | ---------------------------------------------- | ---------------- | ------------------ | ---------------- | ------------- |
| 1 | 1       | Pilot                                          | Virgil L. Fabian | Dan Schneider      | 11 januari 2004  | 101           |
| De vader van Josh en de moeder van Drake gaan trouwen. Dat betekent dat Drake en Josh stiefbroers worden. Drake komt erachter dat Josh Lieve Nancy is. |         |                                                |                  |                    |                  |               |
| 2 | 2       | Strand Buggy (Dune Buggy)                      | Virgil L. Fabian | Dan Schneider      | 18 januari 2004  | 106           |
| Drake en Josh krijgen een strandbuggy van Trevor. Maar ze mogen er niet mee rijden. Maar Drake houdt zich daar niet aan. Wanneer hij zichzelf verwond en de standbuggy nog kapotter maakt, toch verzwijgt hij dit om problemen te voorkomen. Josh komt er toch achter en overtuigt Drake om de waarheid te vertellen. |         |                                                |                  |                    |                  |               |
| 3 | 3       | Geloof Me Broeder(Believe Me, Brother)         | Virgil L. Fabian | Dan Schneider      | 25 januari 2004  | 102           |
| Megan filmt schaapachtige beelden van Drake en Josh terwijl Susan, het nieuwe vriendin van Drake, met Josh flirt. Als zij hiermee doorgaat wordt Drake boos op Josh omdat hij denkt, ook al vertelt Josh de waarheid, dat Josh zijn vriendin probeert te stelen. Als een grap monteert Megan deze en andere schamende beelden in Drake's nieuwe videoclip, op deze manier helpt zij, ongewild, de waarheid te ontrafelen. |         |                                                |                  |                    |                  |               |
| 4 | 4       | Twee Broers En Een Baby(Two Idiots and a Baby) | Virgil L. Fabian | Steven Molaro      | 8 februari 2004  | 103           |
| Drake en Josh passen op de baby van Josh's vader baas die probeert promotie te maken. De baby verdwijnt en terwijl Josh in paniek raakt gaat Drake naar een concert. Uiteindelijk doet broederliefde Drake terugkeren en uiteindelijk vinden ze de baby op tijd terug. |         |                                                |                  |                    |                  |               |
| 5 | 5       | Eerste Liefde(First Crush)                     | Virgil L. Fabian | Steve Holland      | 15 februari 2004 | 104           |
| Josh is voor het eerst verliefd en probeert met het meisje Kathy te flirten, hierin zegt hij dat hij gitaar kan spelen wat hij niet kan. Op een feestje wil Kathy dat Josh voor haar gitaar speelt. Josh kent de eigenaar van dit café, en Drake, die wel kan gitaarspelen, mag hier niet mee komen door een grap van Megan. |         |                                                |                  |                    |                  |               |
| 6 | 6       | Oma(Grammy)                                    | Virgil L. Fabian | Andrew Hill Newman | 22 februari 2004 | 105           |
| Wanneer de oma van Josh komt oppassen omdat Drake en Josh anders alleen zouden zijn wil Drake graag naar een concert maar dit mag niet. Hij mag de deur alleen maar uit als hij van zijn oma wint in een basketbalwedstrijd, onder de voorwaarde dat hij niet naar het concert gaat. Deze wint hij en hij gaat toch naar het concert, daar aangekomen worden hij en zijn vrienden opgepakt, omdat ze valse kaartje hebben, en moet oma naar het concert komen en $200 boete betalen om Drake en zijn vrienden vrij te krijgen. In een ruzie bekend oma dat ze Drake met opzet heeft laten winnen, maar hij gelooft haar niet en wil nog een keer spelen, alleen met dit keer als voorwaarde dat als hij dit keer wint z'n ouders niets over het concert te weten komen. Uiteindelijk wint oma maar als zij ziet dat Drake het geld terugbetaald aan haar en het eerlijk aan zijn ouders wil opbiechten dan laat zegt ze alleen dat ze gewonnen heeft met basketbal en hiermee redt ze Drake dus. |         |                                                |                  |                    |                  |               |

### Seizoen 2 (2004)
- Dit seizoen bestaat uit 14 afleveringen
- De opnamen werden gemaakt tussen oktober en december 2003.
- Drake Bell, Josh Peck en Miranda Cosgrove zijn aanwezig in alle afleveringen.
- Nancy Sullivan speelt in vijf afleveringen niet mee.
- Jonathan Goldstein speelt in vier afleveringen niet mee.

| Serie | Seizoen | Titel                              | Regie              | Script                      | Uitzenddatum      | Productiecode |
| --- | ------- | ---------------------------------- | ------------------ | --------------------------- | ----------------- | ------------- |
| 7 | 1       | De weddenschap (The Bet)           | Steve Hoefer       | George Doty IV              | 14 maart 2004     | 202           |
| Drake eet te veel junkfood en Josh speelt te veel videogames. Drake maakt een weddenschap met Josh dat hij langer zonder junkfood kan dan Josh zonder videogames. De verliezer moet zijn haar roze verven. |         |                                    |                    |                             |                   |               |
| 8 | 2       | De gitaar (Guitar)                 | Virgil Fabian      | Dan Schneider               | 21 maart 2004     | 201           |
| Wanneer Drake kaartjes wint voor een concert van zijn favoriete band, Zero Gravity, krijgt hij ook een elektrische gitaar gesigneerd door de gitarist uit deze band, Devin Malone. Als Josh de gitaar in Drakes slechtste versterker stopt, ontploft deze. Josh zal een nieuwe moeten kopen buiten Drakes weten om.                  |         |                                    |                    |                             |                   |               |
| 9 | 3       | De bioscoopbaan (Movie Job)        | Virgil Fabian      | Dan Schneider               | 28 maart 2004     | 203           |
| Als Josh een baan krijgt in de Premiere, een bioscoop, wil Drake dat ook. Drake wordt echter aanbeden door de eigenares van de bioscoop, Helen, en daardoor krijgt Drake ook een baan: assistent-manager. Dit is een baan uit Josh' wildste dromen.                                                                                  |         |                                    |                    |                             |                   |               |
| 10 | 4       | Voetbal (Football)                 | Virgil Fabian      | Barry O'Brien Dan Schneider | 4 april 2004      | 205           |
| Drake zegt dat Josh niet hip is, en wil dat hij meedoet aan de audities voor het football-team. Josh wordt echter geen speler, maar materiaal-meester. Josh moet in de laatste wedstrijd tòch spelen, omdat door zijn brownies een van de spelers ziek is geworden.                                                                  |         |                                    |                    |                             |                   |               |
| 11 | 5       | Pool-koning (Pool Shark)           | Steve Hoefer       | Anthony Del Broccolo        | 18 april 2004     | 204           |
| Drake komt erachter dat Josh een uitstekende pool-speler is. Hij maakt misbruik van Josh' talent, om geld te verdienen. Als Josh daarachter komt, wil hij nooit meer pool spelen. Drake zal met een heel goede reden moeten komen om Josh te laten doorgaan met poolen.                                                              |         |                                    |                    |                             |                   |               |
| 12 | 6       | De Slimme meid (Smart Girl)        | Roger Christiansen | Dan Schneider               | 25 april 2004     | 207           |
| Drake gaat bij de studie-club op school om indruk te maken op een meisje. Als Drake mee moet doen aan een wetenschaps-quiz, moet Josh hem de goede antwoorden influisteren via een koptelefoonsetje. Maar dan komt er storing op de lijn, Drake hoort alleen nog maar de bestellingen van een hamburgertent door het oortelefoontje. |         |                                    |                    |                             |                   |               |
| 13 | 7       | De Filmster (Little Diva)          | Virgil Fabian      | Eric Friedman               | 2 mei 2004        | 208           |
| De Premiere houdt een première van een Hollywoodfilm met in de hoofdrol "Ashley Blake". Drake en Josh worden gedwongen de butler te zijn van deze filmster. Als ze bewusteloos raakt, moeten Drake en Josh haar naar de première van de film brengen zonder te laten weten dat ze bewusteloos is.                                    |         |                                    |                    |                             |                   |               |
| 14 | 8       | De Blues Brothers (Blues Brothers) | Fred Savage        | Craig DiGregorio            | 12 september 2004 | 206           |
| Drake neemt deel aan een talentenjacht, maar een a-capellagroepje steelt zijn liedje. Josh wil nooit meer te midden van publiek verschijnen door een beschamende vertoning op televisie. |         |                                    |                    |                             |                   |               |
| 15 | 9       | Het rijexamen (Driver's License)   | Virgil Fabian      | Dan Schneider               | 12 september 2004 | 209           |
| Drake faalt voor zijn rijexamen, maar Josh haalt wél zijn rijbewijs. Drake gebruikt hem nu om hem overal heen te laten brengen. Dat eindigt in een ruzie. |         |                                    |                    |                             |                   |               |
| 16 | 10      | De Fan van Drake (Number 1 Fan)    | Virgil Fabian      | Dan Schneider               | 19 september 2004 | 211           |
| Een klein meisje, Wendy, uit Megans kampeergroepje, wordt verliefd op Drake. Ze begint Drake te stalken en laat hem niet meer met rust. Ondertussen wordt Josh de nieuwe kampeerleider van Megan. |         |                                    |                    |                             |                   |               |
| 17 | 11      | Het Lachende Meisje (Mean Teacher) | Steve Hoefer       | George Doty IV              | 26 september 2004 | 210           |
| Drake wil het uitmaken met zijn vriendin omdat ze om elk ding lacht, maar hij kan het niet, omdat haar moeder, mrs. Hafer - die ook de lerares Engels is op de school van de jongens -, Drake erop attent maakt dat hij zomerschool moet volgen. Josh krijgt een lelijk shirt, maar volgens hem brengt het shirt geluk.              |         |                                    |                    |                             |                   |               |
| 18 | 12      | Grills verkopen (The Gary Grill)   | Virgil Fabian      | Anthony Del Broccolo        | 17 oktober 2004   | 212           |
| Drake en Josh gaan grills verkopen, maar als ze erachter komen dat de leveranciers van het product, Buddy en Guy (maatje en jongen), de grills van de vrachtwagen hebben gestolen, zitten ze in de problemen. (Gary Coleman komt voor in deze aflevering en hij speelt zichzelf.)                                                    |         |                                    |                    |                             |                   |               |
| 19 | 13      | Drew & Jerry                       | Steve Hoefer       | Dan Schneider               | 24 oktober 2004   | 213           |
| Drake wordt jaloers op de nieuwe vriend van Josh, Drew, die precies op Drake lijkt, dus neemt Drake ook een nieuwe vriend, die precies op Josh lijkt, Jerry, om Josh jaloers te maken. |         |                                    |                    |                             |                   |               |
| 20 | 14      | Juges op school (Honor Council)    | Virgil Fabian      | Eric Friedman               | 28 november 2004  | 214           |
| Drake wordt vals beschuldigd door Mindy voor het parkeren van de auto van mrs. Hafer in het klaslokaal. Drake gaat de rechtszaal in met Josh als advocaat. Mindy - die in alles beter is dan Josh - is de advocaat van mrs. Hafer.                                                                                                   |         |                                    |                    |                             |                   |               |

### Seizoen 3 (2005-2006)
- Dit seizoen bestaat uit 20 afleveringen.
- De opnamen van dit seizoen werden gemaakt tussen februari en september 2004.
- Drake Bell, Josh Peck en Miranda Cosgrove zijn aanwezig in alle afleveringen.
- Nancy Sullivan en Jonathan Goldstein speelden negen afleveringen niet mee.
- De opnamen voor dit seizoen werden gemaakt bij Tribune Studios.

| Serie | Seizoen | Titel                                        | Regie              | Script                               | Uitzenddatum     | Productiecode |
| --- | ------- | -------------------------------------------- | ------------------ | ------------------------------------ | ---------------- | ------------- |
| 21 | 1       | De Drake & Josh Inn (The Drake & Josh Inn)   | Adam Weissman      | Jake Farrow                          | 2 april 2005     | 305           |
| Drakes moeder en Josh' vader gaan naar een hotel in hun eentje. Drake & Josh hebben een briefje van $200 gekregen voor noodgevallen. Drake gebruikt dat om heel veel nutteloze dingen te kopen. Ze hebben gehoord dat er twee mensen zijn die geen hotel hebben. Drake krijgt het idee om hun huis om te toveren tot een hotel, zo verdienen ze hun geld terug. Drake heeft een paar gasten toegevoegd, maar die gasten vertellen het voort aan andere mensen. Het hotel gaat dus helemaal vol zitten. Ze proberen ze weg te krijgen maar telkens mislukt het hen. Hun hotel komt in een serie terecht, hun ouders zien dat bij het hotel op tv, ze denken dat in hun huis dat feest wordt gehouden, en dat klopt ook. Ze gaan Drake & Josh opbellen en ze komen dus naar huis. Drake & Josh moeten dus een list verzinnen om die mensen weg te halen. |         |                                              |                    |                                      |                  |               |
| 22 | 2       | Peruaanse Puff Pepper (Peruvian Puff Pepper) | Steve Hoefer       | Steve Holland                        | 9 april 2005     | 301           |
| Drake en Josh hopen dat Megan wordt gestraft voor haar streken (een verboden ingrediënt gebruiken), maar in plaats daarvan worden zij gestraft. Maar dan, na het winnen van een salsa-wedstrijd tegen haar na het stelen en zelf gebruikmaken van het illegale geheim ingrediënt, de Peruaanse Puff Pepper, wordt geopenbaard dat het chronische nierfalen en gekloofde lippen veroorzaakt. Doordat Drake & Josh gediskwalificeerd worden, krijgt Megan de (hoofd)prijs, namelijk een tv terwijl Drake en Josh de muren moeten overschilderen. En dan het bleek dat Megan hen heeft misleid. |         |                                              |                    |                                      |                  |               |
| 23 | 3       | Zijn we getrouwd? (We're Married?)           | Steve Hoefer       | George Doty IV                       | 16 april 2005    | 302           |
| Josh' buitenlandse e-pal, Yooka, bezoekt zijn huis, maar Drake krijgt alle aandacht. Drake en Josh leren snel dat ze heimwee heeft, en Josh speelt een man om een vriendschapsceremonie uit te voeren om Yooka zich meer thuis te laten voelen, maar het blijkt om een huwelijksceremonie te gaan. Josh probeert het huwelijk te breken voordat het te laat is. |         |                                              |                    |                                      |                  |               |
| 24 | 4       | Mindy is terug (Mindy's Back)                | Adam Weissman      | Eric Friedman                        | 30 april 2005    | 303           |
| Mindy Crenshaw is ontslagen uit de mentale instelling en verslaat Josh nogmaals in de wetenschapsbeurs. Met advies van Megan onderneemt Josh pogingen om haar te negeren, maar helaas, Mindy pakt hem als haar partner voor haar project, waar ze uiteindelijk beseffen dat ze gevoelens voor elkaar hebben en beginnen te daten. Josh is echter bezorgd om Drake te vertellen over de relatie na een nachtmerrie die zijn hoofd ontploft als hij het hem vertelt, waardoor Mindy Josh dumpt. Wanneer Drake eindelijk erachter komt, probeert hij het paar weer bij elkaar te brengen. |         |                                              |                    |                                      |                  |               |
| 25 | 5       | De nieuwe vriendin (The Affair)              | Adam Weissman      | Anthony Del Broccolo                 | 21 mei 2005      | 304           |
| Wanneer Drake en Josh denken dat Walter is vreemdgaan met Audrey, en na veel afluisteren en bespioneren ontdekken ze Walter en zijn nieuwe 'vriendin', proberen ze Walter en hun moeder weer verliefd op elkaar te laten maken, maar dat mislukt... |         |                                              |                    |                                      |                  |               |
| 26 | 6       | Spelen op het veld (Playing the Field)       | Roger Christiansen | Dan Schneider                        | 4 juni 2005      | 306           |
| Drake vreest dat hij de verkeerde beslissing heeft gekozen, wanneer hij het uitmaakt met Tori, zijn recente vriendin. Als hij haar liefde terug wil winnen, ontdekt Drake dat Tori al met andere jongens aan het flirten is, dus gaat hij op een afspraakje met een ander meisje, Eliza, om Tori om jaloers te maken. Josh laat een snor groeien die Mindy niet leuk vindt, want ze wil hem ontdoen van zijn snor. |         |                                              |                    |                                      |                  |               |
| 27 | 7       | Helen’s Chirurgie (Helen's Surgery)          | Adam Weissman      | George Doty IV                       | 11 juni 2005     | 307           |
| Helen is geopereerd aan haar ogen en Drake & Josh moeten haar helpen terwijl ze herstelt van haar operatie, maar als blijkt dat Helen een heel leuk huis heeft(met o.a. een zwembad) nodigt Drake veel vrienden en chicks(meisjes) uit en intussen barst het feest los. (Helen zit er ook tussen,zonder dat ze merkt dat ze met meerdere mensen in huis is dan met Drake & Josh). |         |                                              |                    |                                      |                  |               |
| 28 | 8       | Paging Dr. Drake                             | Steve Hoefer       | Anthony Del Broccolo                 | 1 oktober 2005   | 309           |
| Drake heeft ervoor gezorgd dat Josh zijn voet heeft gebroken, dus hij moet naar het ziekenhuis. Drake speelt "doktertje" daar, maar de dokter daar denkt dat hij echt een dokter is en moet zonder te weten hoe iemand geopereerd wordt een mens opereren. |         |                                              |                    |                                      |                  |               |
| 29 | 9       | Foam Finger                                  | Roger Christiansen | Dan Schneider                        | 8 oktober 2005   | 308           |
| Drake en Josh hebben ruzie over de laatste schuimvinger die Drake acht jaar geleden kocht bij een honkbalwedstrijd. |         |                                              |                    |                                      |                  |               |
| 30 | 10      | Girl Power                                   | Steve Hoefer       | Jake Farrow                          | 15 oktober 2005  | 311           |
| Drake wil het uitmaken met zijn vriendin Lucy, omdat zij sterker is dan hij. Josh wil indruk maken op Mindy's ouders om hen te overtuigen dat hij de juiste persoon is om haar te daten. |         |                                              |                    |                                      |                  |               |
| 31 | 11      | Sheep Thrills                                | Steve Hoefer       | Eric Friedman                        | 22 oktober 2005  | 310           |
| Megan heeft een schaap online gekocht, die Drake en Josh moeten verstoppen omdat ze niet weet hoe ze het aan haar ouders moet vertellen. Maar Drake en Josh hebben alle moeite om de schaap en haar ondertussen geboren lam te verstoppen voor hun ouders. |         |                                              |                    |                                      |                  |               |
| 32-34 | 12-14   | Drake & Josh Go Hollywood                    | Steve Hoefer       | Dan Schneider & Steven Molaro        | 1 juni 2006      | 318-320       |
| Megan gaat naar een vriendin in Denver, maar pakt per ongeluk het vliegtuig naar LA. Drake en Josh komen hierachter en gaan ook naar LA. In het vliegtuig zit Josh naast een man met dezelfde mp3-speler als hij heeft, die verwisseld wordt. Daarop blijkt "criminele informatie" te staan. |         |                                              |                    |                                      |                  |               |
| 35 | 15      | Megan's New Teacher                          | Adam Weissman      | George Doty IV                       | 28 januari 2006  | 313           |
| Na te zijn geaccepteerd door de TTT, een student-onderwijs groep, wordt Josh Megan's leraar voor een week. Hij geeft ze o.a. een proefwerk die niemand haalt en hierdoor wordt niet alleen Josh, maar ook Megan gehaat door haar klasgenoten. Drake vindt in Megan's klas een drummer voor zijn band, maar die jongen mag niet van zijn moeder omdat ook hij gezakt is door het proefwerk van Josh. Hierdoor verzinnen Megan en Drake een plan om ervoor te zorgen dat Josh ontslagen wordt. |         |                                              |                    |                                      |                  |               |
| 36 | 16      | Little Sibling                               | Steve Hoefer       | Dan Schneider                        | 4 februari 2006  | 312           |
| Drake moet van Mrs Hayfer passen op een jongetje, Sammy want anders moet hij naar zomerschool. Maar Sammy vindt Josh veel leuker en Drake doet er hierdoor alles aan om ervoor te zorgen dat Sammy hem leuker vindt dan Josh. |         |                                              |                    |                                      |                  |               |
| 37 | 17      | Theater Thug                                 | Roger Christiansen | Dan Schneider                        | 18 februari 2006 | 314           |
| Josh wordt door iemand van "FBI's Most Wanted" gevraagd om te spelen in een reconstructie van een overval op een bioscoop, wat opgenomen wordt in "The Premiere". Maar door die reconstructie zien mensen op straat Josh als de echte bioscoopovervaller en wordt hierdoor heel vaak in mekaar geslagen. |         |                                              |                    |                                      |                  |               |
| 38 | 18      | The Demonator                                | Steve Hoefer       | Anthony Del Broccolo & Eric Friedman | 25 februari 2006 | 315           |
| Drake, Josh en Megan willen graag naar een achtbaan die in het pretpark "Mystic Mountain" geopend wordt, "The Demonator". Maar van hun ouders, die naar de journaalwards gaan waarvoor Walter is genomineerd moeten ze letten op hun overgrootvader, die die dag nog is geopereerd. Drake en Josh besluiten twee klasgenoten, Craig en Eric te vragen of ze op hem willen passen zodat zij in "The Demonator" kunnen. Maar Drake, Josh en Megan moeten achter in de rij gaan staan omdat Josh moest plassen en wanneer hij terugkomt tussen andere mensen door gaat om bij Drake en Megan te komen en de tweede keer moeten Drake en Josh achteraan omdat ze vechten met iemand in een muizenkostuum. Ondertussen thuis wordt Opa Nichols wakker en ziet Craig en Eric als Duitsers en denkt dat er een oorlog aan de gang is.                         |         |                                              |                    |                                      |                  |               |
| 39 | 19      | Alien Invasion                               | Will Bardelli      | Steve Holland                        | 18 maart 2006    | 316           |
| Drake en Josh zijn de streken van Megan zat, dus verzinnen ze een list om Megan terug te pakken, door haar te laten denken dat er aliens zijn, wat ze ook nog gelooft. |         |                                              |                    |                                      |                  |               |
| 40 | 20      | Dr. Phyllis Show                             | Steve Hoefer       | Anthony Del Broccolo & Eric Friedman | 8 april 2006     | 317           |
| Drake en Josh maken constant ruzie, dus Megan geeft ze kaartjes voor de Dr Phyllis Show(parodie op Dr.Phil)om er over te praten |         |                                              |                    |                                      |                  |               |

### Seizoen 4 (2006 - 2007)
- Dit seizoen bestaat uit 20 afleveringen.
- Tien afleveringen werden gefilmd tussen augustus en november 2005, maar werden daarna geschorst door een auto-ongeluk met een van de hoofdrolspelers. Het filmen werd in maart 2006 vervolgd en was klaar in juli 2006.
- Drake Bell, Josh Peck en Miranda Cosgrove zijn aanwezig in alle afleveringen.
- Nancy Sullivan is afwezig in één aflevering.
- Jonathan Goldstein is afwezig in zeven afleveringen
- Dit seizoen werden de opnamen weer gemaakt bij Nickelodeon on Sunset.

| Serie | Seizoen | Titel                | Regie                                     | Script                         | Datum             | Productiecode |
| ----- | ------- | -------------------- | ----------------------------------------- | ------------------------------ | ----------------- | ------------- |
| 41    | 1       | Josh Runs Into Oprah | Roger Christiansen                        | Ethan Banville                 | 24 september 2006 | 405           |
|       |         |                      |                                           |                                |                   |               |
| 42    | 2       | Vicious Tiberius     | Roger Christiansen                        | George Doty IV                 | 1 oktober 2006    | 402           |
|       |         |                      |                                           |                                |                   |               |
| 43    | 3       | The Wedding          | Steve Hoefer                              | Matt Fleckenstein              | 15 oktober 2006   | 412           |
|       |         |                      |                                           |                                |                   |               |
| 44    | 4       | Mindy Loves Josh     | Adam Weissman                             | Arthur Gradstein               | 22 oktober 2006   | 403           |
|       |         |                      |                                           |                                |                   |               |
| 45    | 5       | Who's Got Game?      | Adam Weissman                             | Ethan Banville                 | 5 november 2006   | 409           |
|       |         |                      |                                           |                                |                   |               |
| 46    | 6       | The Great Doheny     | Adam Weissman                             | Matt Fleckenstein              | 12 november 2006  | 404           |
|       |         |                      |                                           |                                |                   |               |
| 47    | 7       | I Love Sushi         | Steve Hoefer                              | Dan Schneider                  | 26 november 2006  | 407           |
|       |         |                      |                                           |                                |                   |               |
| 48    | 8       | The Storm            | Steve Hoefer                              | George Doty IV                 | 7 januari 2007    | 411           |
|       |         |                      |                                           |                                |                   |               |
| 49    | 9       | My Dinner with Bobo  | Virgil Fabian                             | Arthur Gradstein               | 14 januari 2007   | 406           |
|       |         |                      |                                           |                                |                   |               |
| 50    | 10      | Tree House           | Roger Christiansen                        | Dan Schneider                  | 21 januari 2007   | 408           |
|       |         |                      |                                           |                                |                   |               |
| 51    | 11      | Josh Is Done         | Adam Weissman                             | Ethan Banville                 | 11 februari 2007  | 415           |
|       |         |                      |                                           |                                |                   |               |
| 52    | 12      | Eric Punches Drake   | Roger Christiansen                        | Arthur Gradstein               | 18 februari 2007  | 417           |
|       |         |                      |                                           |                                |                   |               |
| 53    | 13      | Megan's Revenge      | Steve Hoefer                              | Dan Schneider                  | 4 maart 2007      | 401           |
|       |         |                      |                                           |                                |                   |               |
| 54    | 14      | Steered Straight     | Steve Hoefer                              | Dan Schneider                  | 11 maart 2007     | 414           |
|       |         |                      |                                           |                                |                   |               |
| 55    | 15      | Megan's First Kiss   | Will Bardelli                             | George Doty IV                 | 7 april 2007      | 418           |
|       |         |                      |                                           |                                |                   |               |
| 56    | 16      | Battle of Panthatar  | Josh Peck                                 | Matt Fleckenstein              | 15 april 2007     | 416           |
|       |         |                      |                                           |                                |                   |               |
| 57-58 | 17-18   | Really Big Shrimp    | Drake Bell (Deel 1) Steve Hoefer (Deel 2) | Dan Schneider & George Doty IV | 8 maart 2007      | 419-420       |
|       |         |                      |                                           |                                |                   |               |
| 59    | 19      | Helicopter           | Virgil Fabian                             | Dan Schneider                  | 5 augustus 2007   | 410           |
|       |         |                      |                                           |                                |                   |               |
| 60    | 20      | Dance Contest        | Steve Hoefer                              | George Doty IV                 | 16 augustus 2007  | 413           |
|       |         |                      |                                           |                                |                   |               |

### Tweede tv-film
| Titel                         | Regie            | Script                        | Uitzendatum     |
| ----------------------------- | ---------------- | ----------------------------- | --------------- |
| Merry Christmas, Drake & Josh | Michael Grossman | Dan Schneider & Steven Molaro | 5 december 2008 |
|                               |                  |                               |                 |